# 清流新岩国駅
清流新岩国駅（せいりゅうしんいわくにえき）は、山口県岩国市御庄に所在する錦川鉄道錦川清流線の駅。
山陽新幹線新岩国駅と隣接する。

## 歴史
- 1960年（昭和35年）11月1日：日本国有鉄道（国鉄）岩日線の御庄駅（みしょうえき）として開業[2]。気動車の旅客のみを取り扱う駅員無配置駅[3]。
- 1975年（昭和50年）3月10日：山陽新幹線が開通し新岩国駅開業。当駅とは別駅とされる（後述）。
- 1987年（昭和62年）
  - 4月1日：国鉄分割民営化により西日本旅客鉄道（JR西日本）が承継[4]。
  - 7月25日：錦川鉄道に移管[5]。
- 2013年（平成25年）3月16日：清流新岩国駅に改称[6][7][8]。

## 駅構造
盛土の上にある地上駅。単式1面1線のホームを持つ。守内かさ神方のホームは、現用部分のみ延長されている。延長部はホームの厚みが半分になっており、線路側縁端部の石材形状も異なっている。
無人駅であり、改札口はない。ホーム上に、コンテナ緩急車の車掌室部分を改造した待合室がある。この待合室については2025年（令和7年）にリニューアル工事が行われており、同年6月28日に塗り替えられることとなった。
川西方面から当駅へ到着する手前約0.3kmに、出発信号機および山陽新幹線の新岩国保守基地へ繋がっていた分岐器がある。これは一見当駅の場内信号機に見えるが、当該信号機の手前まで森ヶ原信号場（森ヶ原北着発線）となっており、その出発信号機という扱いが分岐器から先の線路切断後も残っているからである。
また、当駅を川西方面に出発した先約70mに見える信号機は、森ヶ原信号場（森ヶ原北着発線）への場内信号機である。

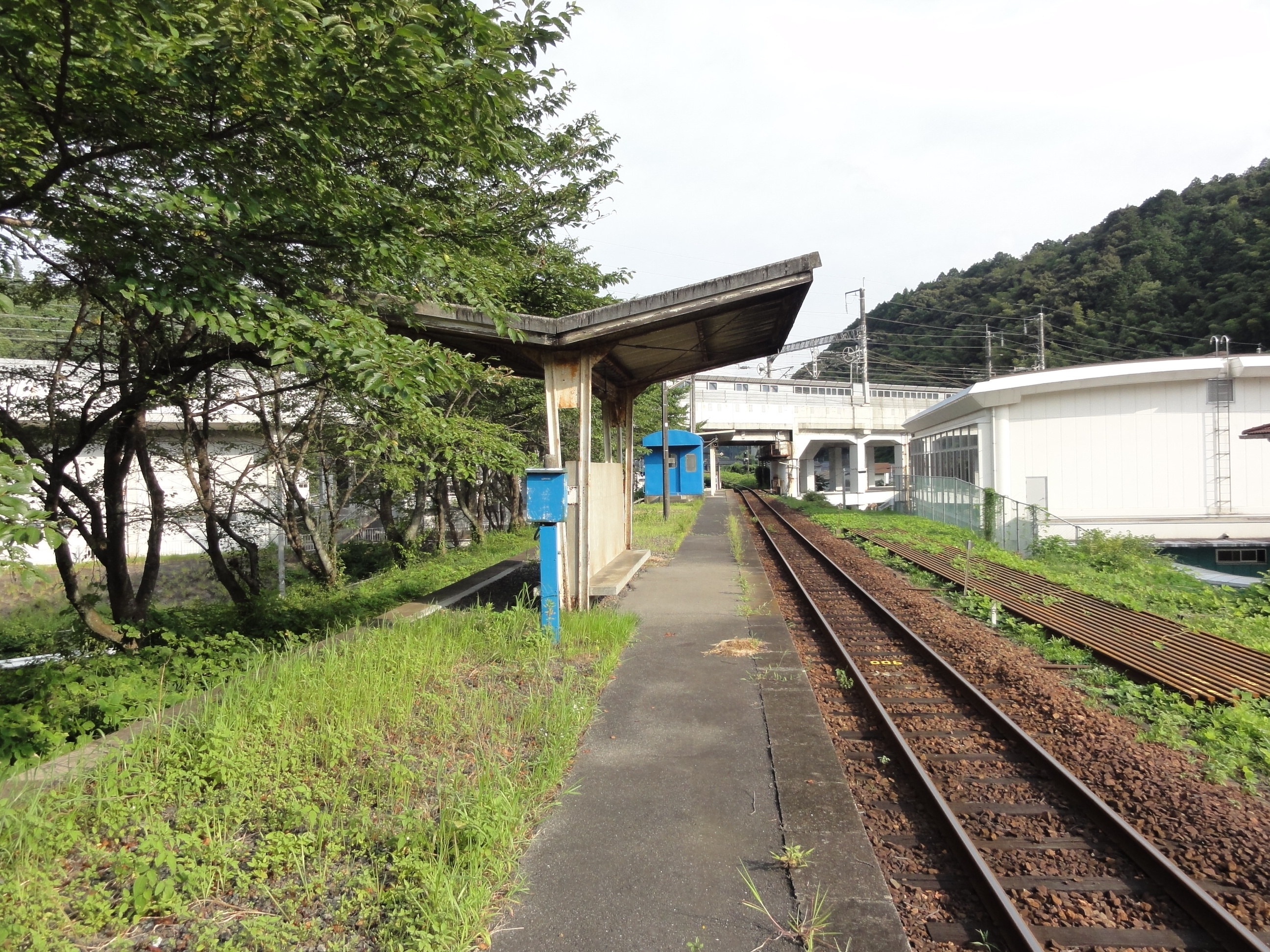
ホーム
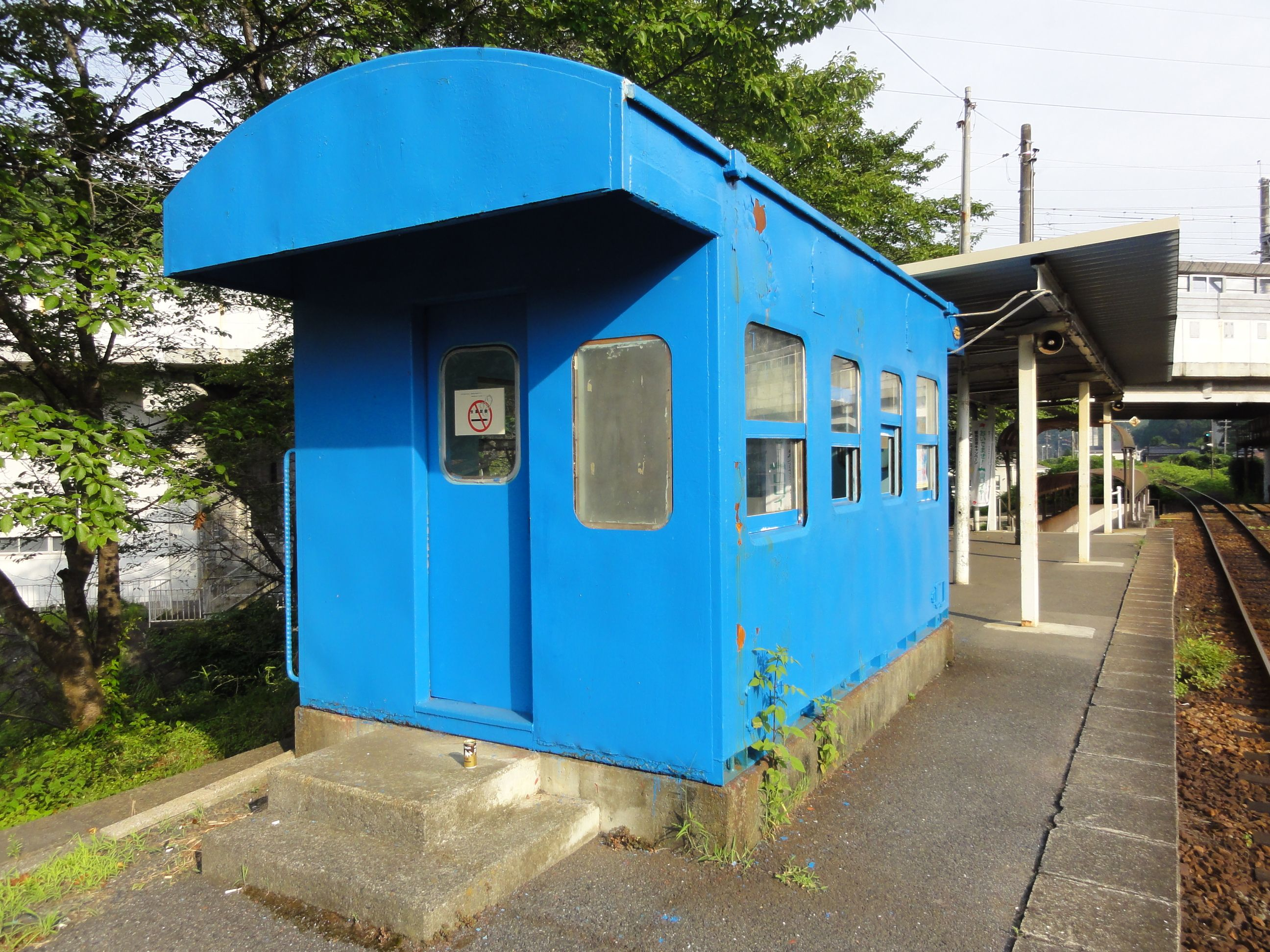
待合室
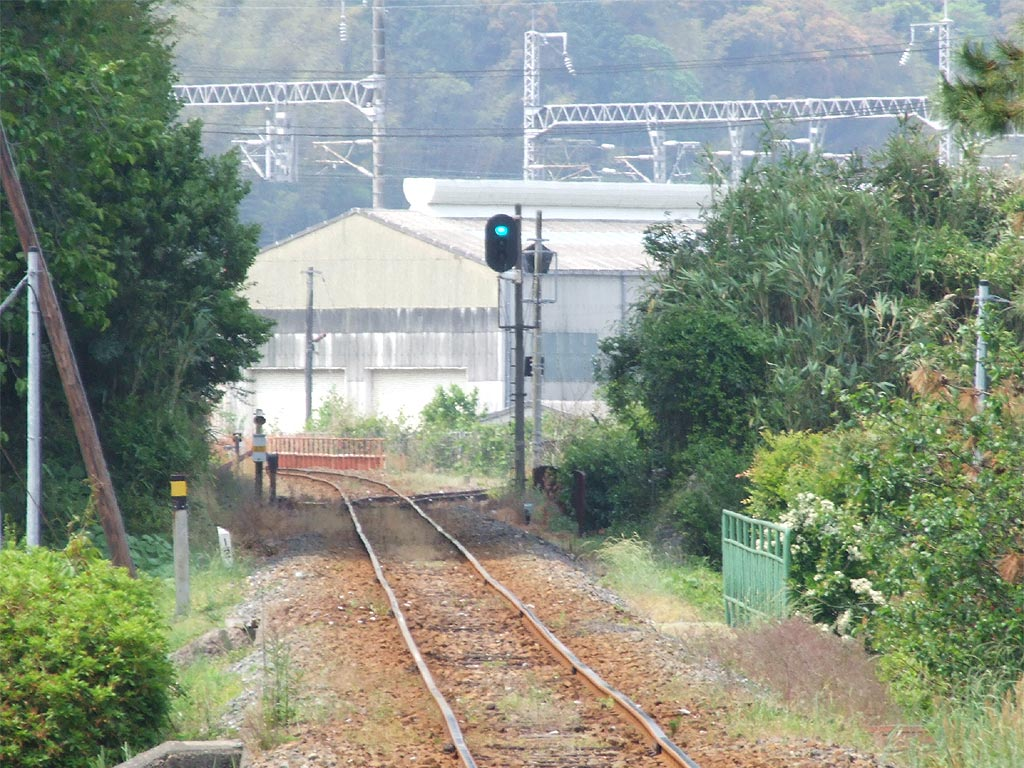
山陽新幹線新岩国保守基地への分岐部分 （2008年5月）
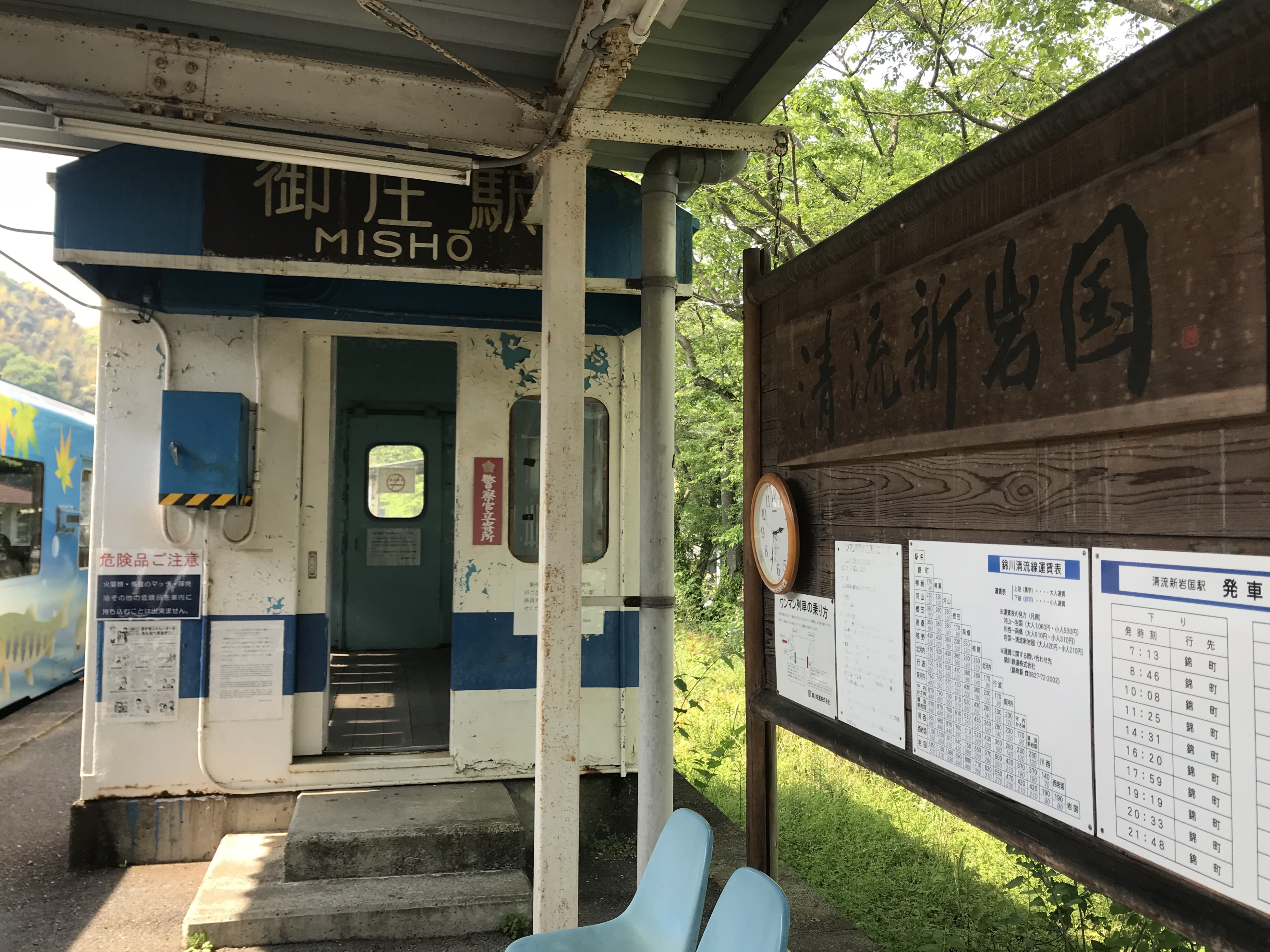
待合室と駅名標

## 駅周辺

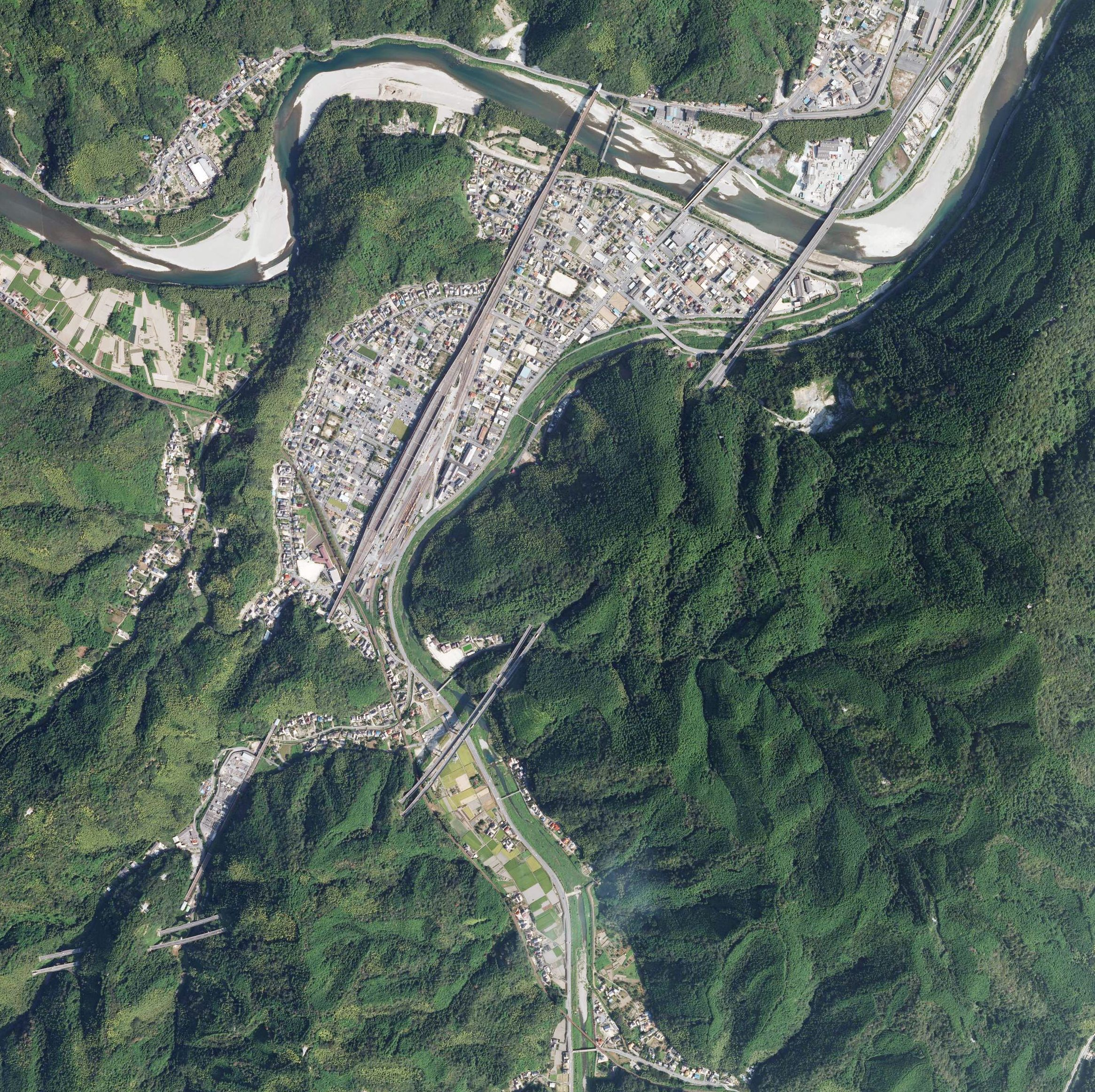
駅周辺
（2009年撮影）

当駅の北隣に山陽新幹線新岩国駅があり、新幹線の高架沿いに連絡通路がある（徒歩7分）。新幹線駅前は区画整理が行われ新興住宅地が立ち並ぶが、元々の御庄地区の中心部は当駅周辺である。
- 岩国市中央公民館御庄分館 - 岩国市役所御庄出張所を併設
- 岩国市立御庄中学校
- 岩国市立御庄小学校

## 新幹線・新岩国駅との関係

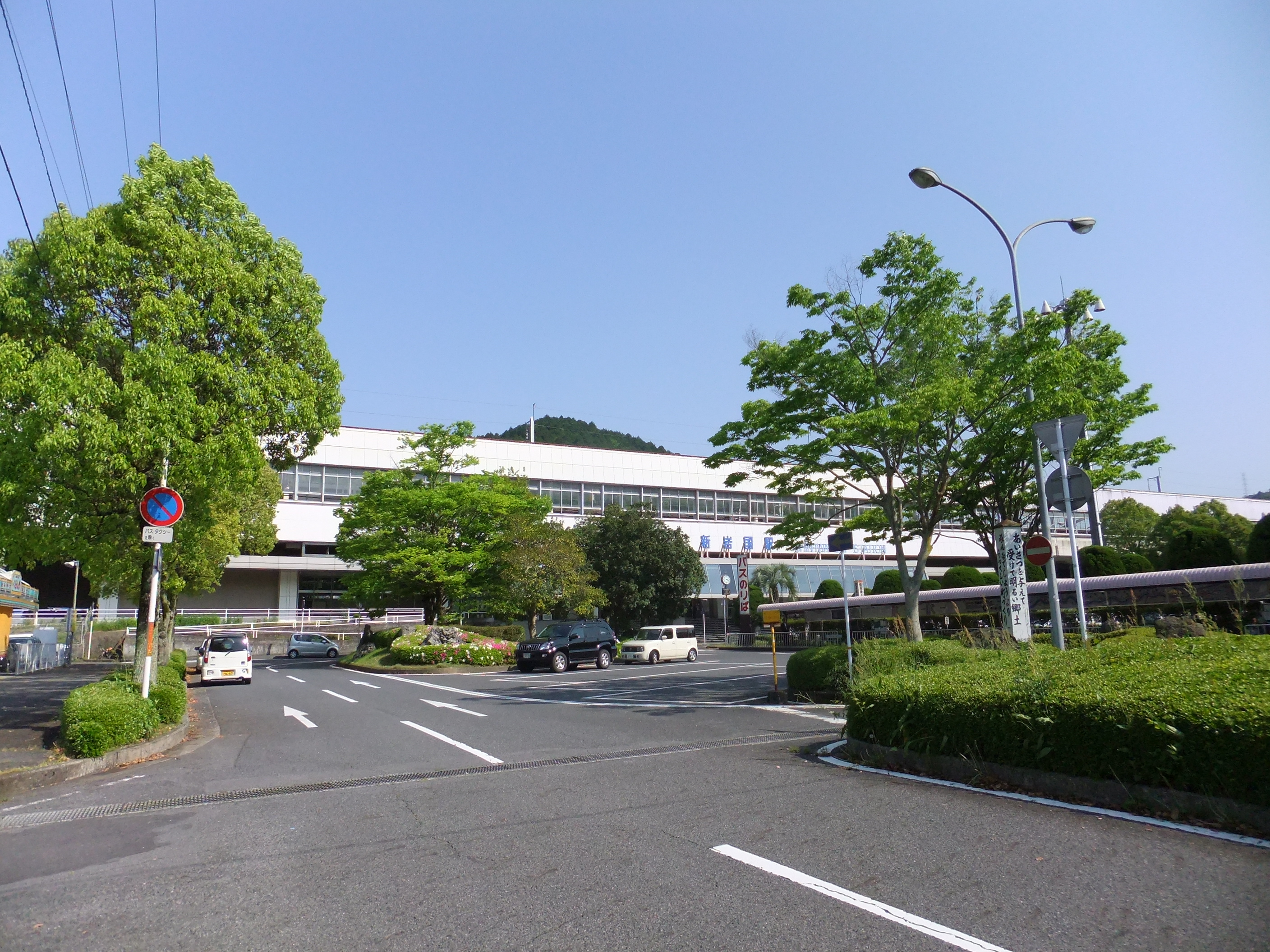
新岩国駅

「新岩国駅#清流新岩国駅（旧・御庄駅）との関係」も参照
前記の通り、当駅は山陽新幹線新岩国駅に隣接しているが、新岩国駅開業時にも当駅と新岩国駅は統合されず別の駅のままとされ、国鉄時代からダイヤの面でも乗り換えの便は基本的に考慮されていない。日本交通公社出版事業局（現在は分社化されJTBパブリッシング）発行の時刻表には、開業直後の1975年3月号には、当駅が乗換駅として記載されていたが、その後は大型時刻表に乗換駅として記載されることはなかった。路線の運営母体がJR西日本から錦川鉄道へと変わったのち、JTB時刻表およびJR時刻表（弘済出版社→交通新聞社）に当駅が新岩国駅の最寄り駅であることが記載されるようになった。
国鉄からJRにかけて、在来線に新駅を設けたり、既存在来線駅を移設したりして新幹線駅と同一駅にしたケースは多数あるが、近接する既存在来線駅と新幹線駅が当初から全く別駅の扱いとされたのは2016年3月26日に開業した北海道新幹線（JR北海道）奥津軽いまべつ駅と、津軽線（JR東日本）津軽二股駅の事例が生じるまでは当駅のケースが唯一であった。鉄道紀行作家の宮脇俊三は著作「時刻表2万キロ」の中で、「ひょっとすると、新幹線と正式に結びつけてしまったら岩日線を廃線にしにくくなるからではないか」という見解を述べている。
なお、旧岩日線が錦川鉄道に第三セクター化されて以降は、岩国駅から山陽本線上り列車で広島乗換えとするよりも、岩国駅から当駅経由で新岩国駅から新幹線に乗車した方が岩国駅を遅く出発することができる事例がある。但し、新岩国駅は運賃計算上岩国駅と同一とされており、岩国駅から当駅までの運賃が別途加算となるため、運賃は当駅経由の方が高い。
2013年3月16日、新幹線新岩国駅との接続をアピールし、観光客にわかりやすくすることを目的に、「新岩国」を駅名に含む現行の清流新岩国駅に改称された。

## 隣の駅
錦川鉄道
■錦川清流線
川西駅 - （森ヶ原信号場） - 清流新岩国駅 - 守内かさ神駅